# Cagny, Calvados
Cagny är en kommun i departementet Calvados i regionen Normandie i norra Frankrike. Kommunen ligger i kantonen Troarn som ligger i arrondissementet Caen. År 2022 hade Cagny 2 075 invånare.

## Befolkningsutveckling
Antalet invånare i kommunen Cagny
Referens: INSEE